# Wewak

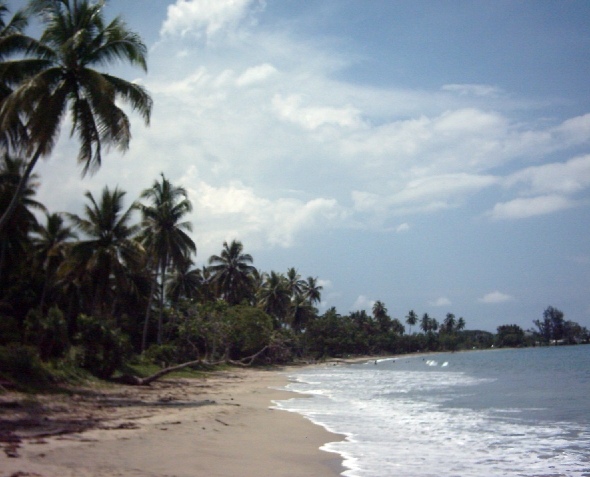
Praia de Wewak

Wewak é a capital da província de East Sepik, na Papua-Nova Guiné. Localiza-se na costa norte da ilha de Nova Guiné. É a  maior cidade localizada entre Madang e Jayapura.
Entre 1943 e 1945, durante a Segunda Guerra Mundial, Wewak foi lugar da base aérea japonesa na ilha. A base foi bombardeada em repetidas ocasiões pelos aviões australianos e estadunidenses.
O velho centro do povo localiza-se em uma pequena península, com o resto da área urbana ocupando uma estreita faixa de terra entre o oceano e a cordilheira montanhosa costeira que emerge a pouca distancia.